# كريس هارينجتون (لاعب هوكي الجليد)
كريس هارينجتون (بالإنجليزية: Chris Harrington)‏ هو لاعب هوكي الجليد أمريكي، ولد في 7 مايو 1982 في سانت كلاود في الولايات المتحدة.

## وصلات خارجية
- كريس هارينجتون على موقع دوري الهوكي الوطني (الإنجليزية)
- كريس هارينجتون على موقع EliteProspects.com (الإنجليزية)
- كريس هارينجتون على موقع Eurohockey.com (الإنجليزية)
- كريس هارينجتون على موقع HockeyDB.com (الإنجليزية)